# كورت فريدريك لودفيغ
كورت فريدريك لودفيج (بالألمانية: Kurt Frederick Ludwig)‏ (ولد في 3 ديسمبرعام 1903 ولم يعرف تاريخ وفاته) كان جاسوسًا ألمانيًا ورئيس عصابة الجواسيس المدعوة «جو كيه» في الولايات المتحدة بين عامي 1940 و1941.
سُميت العصابة بـ «جو كيه» لأن ذلك كان التوقيع المستخدم في الرسائل المرسلة إلى عناوين بريدية في برلين تحمل معلومات عن السفن القادمة إلى ميناء نيويورك. أطلق لودفيج على نفسه «رمزي» إلى جانب ما لا يقل عن 50 إلى 60 اسم مستعار آخر منهم كانو ذكورًا ومنهم إناث.

## النشأة وعمله
وُلد لودفيج في فريمونت بولاية أوهايو. وانتقل خلال طفولته إلى ألمانيا في عام 1909 وكبر وتزوج هناك. عاد إلى الولايات المتحدة في عام 1925 لكنه رجع إلى ألمانيا في عام 1933. تم القبض عليه في النمسا -قبل ضمّها لألمانيا على يد الحكومة النازية- بتهمة التجسس في فبراير/شباط عام 1938، بعد أن لاحظت الشرطة قيامه بتصوير الجسر الواصل بين حدود ألمانيا والنمسا. تم تأجيل قضيته وحين جاء موعد البت فيها استولى النازيون على النمسا بعدها بشهر. عاد لودفيج بعد ذلك إلى ألمانيا وبقي هناك حتى مارس 1940، عندما جاءه الأمر بالسفر إلى الولايات المتحدة لتشكيل عصابة تجسس.

## تشكيل العصابة
عقب وصوله إلى الولايات المتحدة، ذهب لودفيج ليقيم في إحدى النزل في ريدجوود، كوينز، وتم الدفع له عن طريق القنصلية الألمانية في نيويورك. تقمص شخصية بائع للسلع الجلدية وبدأ بتشغيل وكلاء وجواسيس من مختلف مجموعات بَند الألمانية الأمريكية في منطقة نيويورك / بروكلين تجهيزًا لبداية مشواره التجسسي، حيث قام بتوظيف ستة شباب وامرأتين لهذا الغرض، بعضهم كان يمتلك خبرة ضئيلة في مجال التجسس. كانت لوسي بوهملر واحدة من هاتين المرأتين، فتات عمرها 18 عامًا تخرجت من مدرستها الثانوية في ماسبث، كوينز، وانضمت إلى عصابة لودفيج بقصد التسلية كما كانت تظن وقتها.
اعتاد لودفيج زيارة ميناء نيويورك والمشي على طول ساحل نيوجيرسي، حيث كان يسجل الملاحظات ويرسل إلى ألمانيا تقارير تحمل معلومات عن السفن وشحناتها. كما عمل على زيارة وحدات الجيش الأمريكي ونقل من هناك معلومات حول الوحدات الفردية، إضافة إلى مزيد من المعلومات حول تنظيمهم ومعداتهم لشعوره بكونها ذات أهمية لرؤسائه. بحلول شهر ديسمبر/كانون الأول، حصل لودفيج على معلومات تتعلق بتصنيع الطائرات وأدائها بعد مراقبته لمصانع الطائرات في منطقة لونغ آيلاند (بالأخص منطقة غرومان التي أطلق عليها في مذكراته اسم غريس).
كان يتم إرسال المعلومات التي جمعتها العصابة عبر طرود بريدية إلى عناوين بريدية في إسبانيا والبرتغال والأرجنتين وحتى ألمانيا بذات نفسها. كانت تبدو الرسائل ذات طابع شخصي إلى أن تصل إلى الشخص المتلقي في ألمانيا ليكشف عن الرسالة الأصلية التي كتبت باستخدام حبر خفي. كان تُرسل الرسائل ذات الأأولوية القصوى إلى لهينريش هيملر، والمعروف باسم مانويل ألونزو. كما عدد آخر من الأشخاص الآخرين الذين يمتلكون أسماء مستعارة.

## البحث عن العصابة
أدركت الولايات المتحدة الأمريكية في ذلك الوقت وجود نشاط لعصابة تجسس في مدينة نيويورك. بدأت المرحلة الأأولى عندما اعترضت الرقابة البريطانية القابعة في فندق برينسس في برمودا والمدارة من قبل تنسيق الأمن البريطاني (والذي كان في الواقع جهاز الاستخبارات السري) رسالة مكتوبة من قبل لوثر فريدريك وموقعة باسم جو كيه. وكان من المعروف حينها بأن لوثر هو اسم مستعار مستخدم من قبل هيدريش، مما دفهم لمراقبة أي رسالة قادمة تحمل نفس التوقيع. تم بعدها قراءة مجموعة من الرسائل الموقعة باسم جو كيه وقراءة وتسجيل محتواها ومن ثم إعادة إغلاق الظرف بعناية حرصًا على عدم اكتشاف المتلقى ذلك.
ظهر جو كيه كتوقيع على العديد من الرسائل المرسلة إلى عناوين إقامة في أماكن مختلفة حول العالم، اكتشف كيميائيون تابعون للتنسيق الأمني البريطاني عام 1941 وجود كتابة سرية في رسالة مرسلة من قبل جو كيه، أشارت الرسالة إلى خطاب آخر وصل إلى شخص يدعى سميث في الصين. (كانت ناديا غاردنر هي المسؤولة مراقبة رسائل جو كيه، وهي التي أقمت تجارب كيميائية لاكتشاف طريقة الكتابة السرية في بعض الرسائل تبعًا للمؤرخ هارفورد مونتغمري هايد). عمل التنسيق الأمني البريطاني بالتعاون مع مكتب التحقيقات الفدرالي على قراءة البريد المرسل وفحصه، ولكن مع ذلك لم يتوافق ج. إدجار هوفر رئيس مكتب التحقيقات الفدرالي مع ويليام ستيفنسون رئيس مكتب التنسيق الأمني البريطاني. تمكن مكتب التحقيقات الفيدرالي من تتبع ذلك الخطاب المرسل إلى سميث ووجد أنه يحتوي على إحدى خطط الدفاع الأمريكي في ميناء بيرل هاربور.
على الرغم من ذلك التقدم، إلا أن المحققين لا يزالون لا يعرفون شيئًا عم هوية الأعضاء المنضمين إلى عصابة التجسس، حتى وقع حادث أدى إلى إمساكهم بها.

## حادثة تايمز سكوير
في مساء 18 مارس 1941، كان هناك رجلان يتجادلان حول الطريقة المثلى لعبور تقاطع في قسم مزدحم من التايمز سكوير في نيويورك، إلى أن قام أحد الشخصين وهو شاب في منتصف العمر يرتدي نظارات ويحمل في يده حقيبة بعبور الشارع بمنتهى الحماقة غير آبه بإشارة المرور.
في ذات التوقيت، كان هناك سائق أجرى من جنوب بروكلين يدعى سام ليختمان يقود سيارته في الجادة السابعة بالقرب من الشارع الخامس والأربعين عندما ظهر شخص فجأة أمام سيارته. وعلى الرغم من محاولته تجنب الاصطدام إلا أن الرجل وخلال محاولة هروبه تم دهسه تحت عجلات سيارة أخرى. على الرغم من هول الحادث، إلا أن الرجل الآخر أمسك بالحقيبة وهرب بها مسرعًا من مكان الحادث، وتم إسعاف الشاب المصاب إلى مشفى سانت فنسنت لكنه لقي حتفه بعد 24 ساعة.
تم التعرف على الشاب المصاب بكونه تابعًا للقنصلية الإسبانية واسمه دون جوليو لوبيز ليدو. لم تتم المطالبة بجثته لفترة من الوقت إلى أن قامت القنصلية الإسبانية في نيويورك بدفنه في النهاية. اتصل صديقه الذي هرب من مكان الحادث بفندق تافت حيث مكث صديقه الميت وطلب منهم الإبقاء على حجز الغرفة حتى إشعار آخر. في غضون ذلك، قامت إدارة الفندق بإبلاغ السلطات المحلية، والتي بدأت بالتحقيق في الظروف الغامضة وراء هذا الحادث.

## التحقيق
أخذت شرطة نيويورك موقفها تجاه السلوك الغريب غير الواضح من رفيق الشخص المتوفي، وبدأت بالنظر في خلفية جاسوس السفارة الميت. على الرغم من تعرف الشرطة عليه كشخص إسباني، ألا أنهم شعروا بالحيرة لأن أوراقه كانت باللغة الألمانية وليست بالإسبانية؛ حيث تضمن دفتر ملاحظاته أسماء مهمات لجنود أمريكيين، كما لم تحمل ملابسة أية ملصقات. علاوة على ذلك، وجد المحققون عند فحص غرفته على خرائط ومقالات حول الملاحة العسكرية وأشياء أخرى مثيرة للفضول تم إرسالها جميعها إلى مكتب التحقيقات الفدرالي.
خلال ذلك الوقت، تتبع مكتب التحقيقات الفدرالي رسالة تتحدث عن قيام سيارة مسرعة بقتل «عميل» عن عمد. أبلغ التنسيق الأمني البريطاني مكتب التحقيقات الفدرالي أن ذلك العميل هو الكابتن أولريش فون دير أوستن من المخابرات الألمانية والذي دخل إلى الولايات المتحدة عبر اليابان، حيث كان مطلوبًا منه مراقبة نشاط مجموعة من الجواسيس في الولايات المتحدة. استنتج مكتب التحقيقات الفدرالي بناءً على ذلك بأن السيد ليدو هو نفسه فون دير أوستن.
بعد جمع مكتب التحقيقات الفدرالي المعلومات من مذكرته واعتراضهم لبرقية من البرتغال باسم فوزي وحصولهم على معلومات من رسائل كتبتها عصابة جو كيه بنفسها، استطاع مكتب التحقيقات الفدرالي التعرف على صديق فون أوستن بكونه لودفيج بذات نفسه. تم بعدها تحديد مكانه ووضعه تحت المراقبة لتحديد اتصالاته.